# Tempestad sobre el Nilo
Tempestad sobre el Nilo (título original: Storm over the Nile) es una película británica de Terence Young y Zoltan Korda, estrenada en 1955. Ha sido doblada al catalán. Es un remake de la película Las cuatro plumas (1939).

## Sinopsis
Es el año 1895. 10 años han pasado desde que los derviches han tomado Jartum, en Sudán, y asesinado al general Gordon. A la vigilia de una expedición de castigo contra los derviches a través del Nilo por lo ocurrido entonces en el Sudán, el teniente Harry, elegido para ello junto con sus amigos y que solo estuvo en el ejército por voluntad de su padre, el cual murió en ese momento, dimite. 
Sus amigos y su prometida Mary lo acusan por ello de cobardía y le dan cada uno una pluma, símbolo de la cobardía en Inglaterra. Sin embargo Harry demuestra lo contrario. Disfrazándose de nativo sudanés, él se va también al Sudán, salva la vida de sus amigos, les devuelve así sus plumas, mientras que, por el camino, también ayuda a las tropas británicas bajo el general Kitchener a vencer a los derviches en la decisiva batalla de Omdurmán en 1898 y retomar así más tarde Jartum causando así el fin de los derviches en el Sudán.
Finalmente, de vuelta a casa, él también consigue así devolver a su prometida su pluma. Después se casa con ella.

## Reparto
- Anthony Steel: Teniente Harry Faversham
- Laurence Harvey: John Durrance
- James Robertson Justice: Ene. Burroughs
- Mary Ure: Mary Burroughs
- Ronald Lewis: Peter Burroughs
- Ian Carmichael: Willoughby
- Jack Lambert: El coronel
- Raymond Francis: Ayudante del coronel
- Geoffrey Keen: Dr Sutton
- Michael Hordern: Ene. Faversham
- Ferdy Mayne : Dr Harraz
- Christopher Lee: Karaga Pasha
- John Wynne: El sargento
- Avis Scott : La mujer del sargento
- Roger Delgado: El espía

## Producción
Terence Young y Zoltan Korda usaron, literalmente, el mismo guion que fue escrito para la película original además de utilizar también varias escenas de esa película.